# Rayón (Estado de México)
Rayón è un comune del Messico, situato nello stato di Messico.